# Serie D 2002-2003
La Serie D 2002-2003 è stata la 55ª edizione del campionato di categoria. 

## Stagione

### Novità
Da questa stagione vennero introdotti i play-off (cui presero parte le squadre classificate dal secondo al quarto posto di ogni girone) e i play-out (cui presero parte le squadre classificate dal tredicesimo al sedicesimo posto di ogni girone). Mentre i play-out determinavano le squadre da retrocere, i play-off avevano come scopo quello di stilare una graduatoria che sarebbe poi stata contemplata in caso di ripescaggi.

#### Aggiornamenti
Il Forlì, il Grosseto e il Latina, così come la neoretrocessa Meda, vengono ripescate in Serie C2 a completamento di organico.

La Civitanovese non si iscrive al campionato per problemi finanziari.

La squadra vincitrice dell'Eccellenza calabra, la Libertas Rosarno, non si iscrive al campionato. Al suo posto viene ammessa la seconda classificata, la Deliese, che si iscrive con il nome di Delianuova.
Per far fronte a tale carenza di organico vengono ripescate dalla scorsa Serie D il Vado, il Versilia 98 e l'Orvietana, mentre dall'Eccellenza salgono il Massa Lombarda, il Siracusa ed il Trapani.
Inoltre avvengono i seguenti cambi di denominazione sociale:
Il Felsina San Lazzaro e il Bo.Ca. Ba.Sca. Galliera si fondono dando vita al Boca San Lazzaro.
Il Nola cambia denominazione in Associazione Calcio Comprensorio Stabia trasferendo la sede sociale da San Giorgio a Cremano a Castellammare di Stabia.
Il neopromosso dall'Eccellenza Sicilia, il Misterbianco, cambia denominazione in Associazione Calcio Lentini.

## Partecipanti

### Girone A
- Bergamasca
- Canavese
- Casale
- Cuneo
- Fanfulla
- Fiorenzuola
- Palazzolo
- Pergocrema
- Pinerolo
- Pizzighettone
- Robbio
- Rodengo Saiano
- Sancolombano
- Sant'Angelo
- Trino
- USO Calcio
- Vigevano
- Voghera

### Girone B
- Atletico Calcio
- Borgomanero
- Borgosesia
- Calangianus
- Canzese
- Caratese
- Castellettese
- Cossatese
- Guanzatese
- Ivrea
- Oggiono
- Olginatese
- Pro Lissone
- Real Cesate Saronno
- Seregno
- Valle d'Aosta
- Verbania
- Villacidrese

### Girone C
- Bassano Virtus
- Belluno
- Chioggia Sottomarina
- Città di Jesolo
- Cologna Veneta
- Conegliano
- Cordignano
- Itala San Marco
- Lonigo
- Mezzocorona
- Monfalcone
- Montecchio
- Pievigina
- Portogruaro
- Santa Lucia
- Sanvitese
- Sevegliano
- Tamai

## Girone D

### Classifica finale
|  | Pos. | Squadra              | Pt | G  | V  | N  | P  | GF | GS | DR  |
|  | ---- | -------------------- | -- | -- | -- | -- | -- | -- | -- | --- |
|  | 1.   | Ravenna              | 68 | 34 | 19 | 11 | 4  | 57 | 32 | +25 |
|  | 2.   | Real Montecchio      | 67 | 34 | 19 | 10 | 5  | 49 | 27 | +22 |
|  | 3.   | Rovigo               | 61 | 34 | 17 | 10 | 7  | 38 | 26 | +12 |
|  | 4.   | Bellaria Igea Marina | 59 | 34 | 16 | 11 | 7  | 52 | 37 | +15 |
|  | 5.   | Cagliese             | 56 | 34 | 14 | 14 | 6  | 41 | 29 | +12 |
|  | 6.   | Santarcangiolese     | 48 | 34 | 13 | 9  | 12 | 52 | 51 | +1  |
|  | 7.   | Castel San Pietro    | 45 | 34 | 9  | 18 | 7  | 44 | 39 | +5  |
|  | 8.   | Valleverde Riccione  | 45 | 34 | 11 | 12 | 11 | 37 | 36 | +1  |
|  | 9.   | Mezzolara            | 45 | 34 | 12 | 9  | 13 | 44 | 47 | -3  |
|  | 10.  | Faenza               | 45 | 34 | 11 | 12 | 11 | 33 | 38 | -5  |
|  | 11.  | Carpi                | 42 | 34 | 10 | 12 | 12 | 42 | 39 | +3  |
|  | 12.  | Russi                | 41 | 34 | 11 | 8  | 15 | 44 | 49 | -5  |
|  | 13.  | Boca San Lazzaro     | 40 | 34 | 10 | 10 | 14 | 47 | 47 | 0   |
|  | 14.  | Crevalcore           | 34 | 34 | 7  | 13 | 14 | 34 | 41 | -7  |
|  | 15.  | Poggese              | 34 | 34 | 8  | 10 | 16 | 44 | 60 | -16 |
|  | 16.  | Virtus Pavullese     | 32 | 34 | 6  | 14 | 14 | 40 | 57 | -17 |
|  | 17.  | Massa Lombarda       | 29 | 34 | 5  | 14 | 15 | 30 | 44 | -14 |
|  | 18.  | Crociati Parma       | 22 | 34 | 3  | 13 | 18 | 30 | 59 | -29 |

Legenda:
      Promossa in Serie C2 2003-2004.
 Qualificate ai play-off o play-out.
      Vince i play-off per il ripescaggio.
      Retrocessa in Eccellenza 2003-2004.
Regolamento:
Tre punti a vittoria, uno a pareggio, zero a sconfitta.
In caso di arrivo di due o più squadre a pari punti, la graduatoria verrà stilata secondo la classifica avulsa
In caso di pari punti per promozioni o retrocessioni si disputava uno spareggio.
Note:
Il Bellaria Igea Marina è stato poi ripescato in Serie C2 2003-2004.
La Poggese è stata poi riammessa in Serie D 2003-2004.

### Spareggi

#### Play-off
|  | Pos. | Squadra              | Pt | G | V | N | P | GF | GS | DR |
|  | ---- | -------------------- | -- | - | - | - | - | -- | -- | -- |
|  | 1.   | Bellaria Igea Marina | 4  | 2 | 1 | 1 | 0 | 4  | 2  | +2 |
|  | 2.   | Rovigo               | 3  | 2 | 1 | 0 | 1 | 2  | 2  | 0  |
|  | 3.   | Real Montecchio      | 1  | 2 | 0 | 1 | 1 | 2  | 4  | -2 |

|                      | Risultati |                      | Luogo e data      |
| -------------------- | --------- | -------------------- | ----------------- |
| Bellaria Igea Marina | 2-0       | Rovigo               | ?, 25 maggio 2003 |
| Rovigo               | 2-0       | Real Montecchio      | ?, 1º giugno 2003 |
| Real Montecchio      | 2-2       | Bellaria Igea Marina | ?, 7 giugno 2003  |
|                      |           |                      |                   |

#### Play-out
|                  | Risultati |                  | Luogo e data      |
| ---------------- | --------- | ---------------- | ----------------- |
| Virtus Pavullese | 0-2       | Boca San Lazzaro | ?, 24 maggio 2003 |
| Boca San Lazzaro | 1-0       | Virtus Pavullese | ?, 1º giugno 2003 |
|                  |           |                  |                   |
| Poggese          | 0-1       | Crevalcore       | ?, 25 maggio 2003 |
| Crevalcore       | 1-0       | Poggese          | ?, 1º giugno 2003 |
|                  |           |                  |                   |

## Girone E

### Classifica finale
|  | Pos. | Squadra           | Pt | G  | V  | N  | P  | GF | GS | DR  |
|  | ---- | ----------------- | -- | -- | -- | -- | -- | -- | -- | --- |
|  | 1.   | Cappiano Romaiano | 69 | 34 | 18 | 15 | 1  | 51 | 23 | +28 |
|  | 2.   | Sansovino         | 64 | 34 | 17 | 13 | 4  | 56 | 31 | +25 |
|  | 3.   | Massese           | 62 | 34 | 17 | 11 | 6  | 58 | 34 | +24 |
|  | 4.   | Sanremese         | 55 | 34 | 14 | 13 | 7  | 48 | 30 | +18 |
|  | 5.   | Larcianese        | 50 | 34 | 13 | 11 | 10 | 44 | 41 | +3  |
|  | 6.   | Fortis Juventus   | 49 | 34 | 13 | 10 | 11 | 39 | 34 | +5  |
|  | 7.   | Cascina           | 47 | 34 | 10 | 17 | 7  | 29 | 22 | +7  |
|  | 8.   | Imperia           | 46 | 34 | 12 | 10 | 12 | 34 | 43 | -9  |
|  | 9.   | Rondinella        | 43 | 34 | 10 | 13 | 11 | 42 | 36 | +6  |
|  | 10.  | Versilia 98 (-2)  | 41 | 34 | 9  | 16 | 9  | 25 | 24 | +1  |
|  | 11.  | Venturina         | 41 | 34 | 10 | 11 | 13 | 34 | 41 | -7  |
|  | 12.  | Lavagnese         | 40 | 34 | 9  | 13 | 12 | 25 | 39 | -14 |
|  | 13.  | Sangimignano (-4) | 40 | 34 | 9  | 17 | 8  | 26 | 23 | +3  |
|  | 14.  | Vado              | 39 | 34 | 10 | 9  | 15 | 40 | 54 | -14 |
|  | 15.  | Viareggio         | 37 | 34 | 8  | 13 | 13 | 38 | 48 | -10 |
|  | 16.  | Nuova Chiusi      | 30 | 34 | 6  | 12 | 16 | 34 | 41 | -7  |
|  | 17.  | Cerretese         | 26 | 34 | 5  | 11 | 18 | 31 | 54 | -23 |
|  | 18.  | Fucecchio         | 20 | 34 | 3  | 11 | 20 | 28 | 64 | -36 |

Legenda:
      Promossa in Serie C2 2003-2004.
 Qualificate ai play-off o play-out.
      Vince i play-off per il ripescaggio.
      Retrocessa in Eccellenza 2003-2004.
Regolamento:
Tre punti a vittoria, uno a pareggio, zero a sconfitta.
In caso di arrivo di due o più squadre a pari punti, la graduatoria verrà stilata secondo la classifica avulsa
In caso di pari punti per promozioni o retrocessioni si disputava uno spareggio.
Note:
Il Sansovino è stato poi ripescato in Serie C2 2003-2004.
Il Sangimignano è stato poi riammesso in Serie D 2003-2004.
Il Versilia 98 ha scontato 2 punti di penalizzazione.
Il Sangimignano ha scontato 4 punti di penalizzazione.

### Spareggi

#### Play-off
|  | Pos. | Squadra   | Pt | G | V | N | P | GF | GS | DR |
|  | ---- | --------- | -- | - | - | - | - | -- | -- | -- |
|  | 1.   | Sansovino | 6  | 2 | 2 | 0 | 0 | 2  | 0  | +2 |
|  | 2.   | Sanremese | 3  | 2 | 1 | 0 | 1 | 2  | 2  | 0  |
|  | 3.   | Massese   | 0  | 2 | 0 | 0 | 2 | 1  | 3  | -2 |

|           | Risultati |           | Luogo e data      |
| --------- | --------- | --------- | ----------------- |
| Massese   | 0-1       | Sansovino | ?, 25 maggio 2003 |
| Sanremese | 2-1       | Massese   | ?, 1º giugno 2003 |
| Sansovino | 1-0       | Sanremese | ?, 7 giugno 2003  |
|           |           |           |                   |

#### Play-out
|              | Risultati |              | Luogo e data                  |
| ------------ | --------- | ------------ | ----------------------------- |
| Nuova Chiusi | 2-1       | Sangimignano | Chiusi, 25 maggio 2003        |
| Sangimignano | 1-2       | Nuova Chiusi | San Gimignano, 1º giugno 2003 |
|              |           |              |                               |
| Viareggio    | 1-0       | Vado         | ?, 25 maggio 2003             |
| Vado         | 2-1       | Viareggio    | ?, 1º giugno 2003             |
|              |           |              |                               |

## Girone F

### Classifica finale
|  | Pos. | Squadra                  | Pt | G  | V  | N  | P  | GF | GS | DR  |
|  | ---- | ------------------------ | -- | -- | -- | -- | -- | -- | -- | --- |
|  | 1.   | Rosetana                 | 65 | 34 | 17 | 14 | 3  | 46 | 27 | +19 |
|  | 2.   | Tolentino                | 63 | 34 | 18 | 9  | 7  | 54 | 33 | +21 |
|  | 3.   | Pro Vasto                | 58 | 34 | 15 | 13 | 6  | 42 | 27 | +15 |
|  | 4.   | Monterotondo             | 56 | 34 | 15 | 11 | 8  | 36 | 26 | +10 |
|  | 5.   | Monturanese              | 51 | 34 | 13 | 12 | 9  | 41 | 36 | +5  |
|  | 6.   | Sangiustese              | 48 | 34 | 11 | 15 | 8  | 30 | 34 | -4  |
|  | 7.   | Val di Sangro            | 47 | 34 | 12 | 11 | 11 | 44 | 44 | 0   |
|  | 8.   | Truentina Castel di Lama | 46 | 34 | 10 | 16 | 8  | 40 | 39 | +1  |
|  | 9.   | Sansepolcro              | 45 | 34 | 12 | 9  | 13 | 46 | 45 | +1  |
|  | 10.  | Vigor Senigallia         | 44 | 34 | 12 | 8  | 14 | 56 | 51 | +5  |
|  | 11.  | Todi                     | 43 | 34 | 10 | 13 | 11 | 52 | 42 | +10 |
|  | 12.  | Morro d'Oro              | 43 | 34 | 10 | 13 | 11 | 50 | 42 | +8  |
|  | 13.  | Guidonia                 | 43 | 34 | 11 | 10 | 13 | 47 | 49 | -2  |
|  | 14.  | Orvietana                | 42 | 34 | 10 | 12 | 12 | 32 | 37 | -5  |
|  | 15.  | Rieti                    | 41 | 34 | 11 | 8  | 15 | 45 | 40 | +5  |
|  | 16.  | Maceratese               | 38 | 34 | 10 | 8  | 16 | 31 | 41 | -10 |
|  | 17.  | Umbertide Tiberis        | 35 | 34 | 8  | 11 | 15 | 30 | 48 | -18 |
|  | 18.  | Angelana                 | 9  | 34 | 0  | 9  | 25 | 19 | 80 | -61 |

Legenda:
      Promossa in Serie C2 2003-2004.
 Qualificate ai play-off o play-out.
      Vince i play-off per il ripescaggio.
      Retrocessa in Eccellenza 2003-2004.
Regolamento:
Tre punti a vittoria, uno a pareggio, zero a sconfitta.
In caso di arrivo di due o più squadre a pari punti, la graduatoria verrà stilata secondo la classifica avulsa
In caso di pari punti per promozioni o retrocessioni si disputava uno spareggio.
Note:
Il Tolentino è stato poi ripescato in Serie C2 2003-2004.
Il Rieti e la Maceratese sono stati poi ripescati in Serie D 2003-2004.

### Spareggi

#### Play-off
|  | Pos. | Squadra      | Pt | G | V | N | P | GF | GS | DR |
|  | ---- | ------------ | -- | - | - | - | - | -- | -- | -- |
|  | 1.   | Tolentino    | 6  | 2 | 2 | 0 | 0 | 4  | 2  | +2 |
|  | 2.   | Pro Vasto    | 3  | 2 | 1 | 0 | 1 | 4  | 3  | +1 |
|  | 3.   | Monterotondo | 0  | 2 | 0 | 0 | 2 | 2  | 5  | -3 |

|              | Risultati |              | Luogo e data      |
| ------------ | --------- | ------------ | ----------------- |
| Monterotondo | 1-2       | Tolentino    | ?, 25 maggio 2003 |
| Pro Vasto    | 3-1       | Monterotondo | ?, 1º giugno 2003 |
| Tolentino    | 2-1       | Pro Vasto    | ?, 7 giugno 2003  |
|              |           |              |                   |

#### Play-out
|            | Risultati |            | Luogo e data      |
| ---------- | --------- | ---------- | ----------------- |
| Maceratese | 1-1       | Guidonia   | ?, 25 maggio 2003 |
| Guidonia   | 1-1       | Maceratese | ?, 1º giugno 2003 |
|            |           |            |                   |
| Rieti      | 1-0       | Orvietana  | ?, 25 maggio 2003 |
| Orvietana  | 1-0       | Rieti      | ?, 1º giugno 2003 |
|            |           |            |                   |

## Girone G

### Classifica finale
|  | Pos. | Squadra         | Pt | G  | V  | N  | P  | GF | GS | DR  |
|  | ---- | --------------- | -- | -- | -- | -- | -- | -- | -- | --- |
|  | 1.   | Isernia         | 64 | 34 | 19 | 7  | 8  | 58 | 33 | +25 |
|  | 2.   | Boys Caivanese  | 61 | 34 | 16 | 13 | 5  | 41 | 25 | +16 |
|  | 3.   | Viribus Unitis  | 60 | 34 | 16 | 12 | 6  | 55 | 35 | +20 |
|  | 4.   | Aprilia         | 59 | 34 | 16 | 11 | 7  | 41 | 28 | +13 |
|  | 5.   | Marcianise (-3) | 52 | 34 | 14 | 13 | 7  | 35 | 24 | +11 |
|  | 6.   | Battipagliese   | 52 | 34 | 14 | 10 | 10 | 46 | 51 | -5  |
|  | 7.   | Real Cassino    | 48 | 34 | 13 | 9  | 12 | 30 | 26 | +4  |
|  | 8.   | Paganese        | 48 | 34 | 12 | 12 | 10 | 38 | 40 | -2  |
|  | 9.   | Cisco Collatino | 47 | 34 | 12 | 11 | 11 | 46 | 45 | +1  |
|  | 10.  | Albalonga       | 47 | 34 | 11 | 14 | 9  | 51 | 54 | -3  |
|  | 11.  | Astrea          | 45 | 34 | 11 | 12 | 11 | 42 | 36 | +6  |
|  | 12.  | Sorrento        | 43 | 34 | 10 | 13 | 11 | 27 | 33 | -6  |
|  | 13.  | Casertana (-1)  | 41 | 34 | 11 | 9  | 14 | 32 | 34 | -2  |
|  | 14.  | Nuovo Terzigno  | 38 | 34 | 10 | 8  | 16 | 41 | 46 | -5  |
|  | 15.  | Termoli         | 35 | 34 | 8  | 11 | 15 | 29 | 33 | -4  |
|  | 16.  | Terracina       | 34 | 34 | 7  | 13 | 14 | 29 | 39 | -10 |
|  | 17.  | Ferentino       | 29 | 34 | 7  | 8  | 19 | 28 | 44 | -16 |
|  | 18.  | Anagni          | 15 | 34 | 3  | 6  | 25 | 23 | 66 | -43 |

Legenda:
      Promossa in Serie C2 2003-2004.
 Qualificate ai play-off o play-out.
      Vince i play-off per il ripescaggio.
      Retrocessa in Eccellenza 2003-2004.
Regolamento:
Tre punti a vittoria, uno a pareggio, zero a sconfitta.
In caso di arrivo di due o più squadre a pari punti, la graduatoria verrà stilata secondo la classifica avulsa
In caso di pari punti per promozioni o retrocessioni si disputava uno spareggio.
Note:
Il Termoli e il Terracina sono state poi ripescate in Serie D 2003-2004.
La Casertana ha scontato 1 punto di penalizzazione.

### Spareggi

#### Play-off
|  | Pos. | Squadra        | Pt | G | V | N | P | GF | GS | DR |
|  | ---- | -------------- | -- | - | - | - | - | -- | -- | -- |
|  | 1.   | Boys Caivanese | 4  | 2 | 1 | 1 | 0 | 6  | 1  | +5 |
|  | 2.   | Aprilia        | 2  | 2 | 0 | 2 | 0 | 2  | 2  | 0  |
|  | 3.   | Viribus Unitis | 1  | 2 | 0 | 1 | 1 | 1  | 6  | -5 |

|                | Risultati |                | Luogo e data      |
| -------------- | --------- | -------------- | ----------------- |
| Aprilia        | 1-1       | Boys Caivanese | ?, 1º giugno 2003 |
| Viribus Unitis | 1-1       | Aprilia        | ?, 8 giugno 2003  |
| Boys Caivanese | 5-0       | Viribus Unitis | ?, 15 giugno 2003 |
|                |           |                |                   |

#### Play-out
|                | Risultati |                | Luogo e data      |
| -------------- | --------- | -------------- | ----------------- |
| Terracina      | 0-0       | Casertana      | ?, 8 giugno 2003  |
| Casertana      | 1-1       | Terracina      | ?, 15 giugno 2003 |
|                |           |                |                   |
| Termoli        | 1-0       | Nuovo Terzigno | ?, 8 giugno 2003  |
| Nuovo Terzigno | 1-0       | Termoli        | ?, 15 giugno 2003 |
|                |           |                |                   |

## Girone H

### Classifica finale
|  | Pos. | Squadra             | Pt | G  | V  | N  | P  | GF | GS | DR  |
|  | ---- | ------------------- | -- | -- | -- | -- | -- | -- | -- | --- |
|  | 1.   | Melfi               | 62 | 34 | 18 | 8  | 8  | 51 | 43 | +8  |
|  | 2.   | Materasassi         | 58 | 34 | 16 | 10 | 8  | 41 | 28 | +13 |
|  | 3.   | Manduria            | 58 | 34 | 16 | 10 | 8  | 47 | 34 | +13 |
|  | 4.   | Rutigliano          | 54 | 34 | 14 | 12 | 8  | 56 | 39 | +17 |
|  | 5.   | Noicattaro          | 50 | 34 | 12 | 14 | 8  | 38 | 35 | +3  |
|  | 6.   | Nardò               | 47 | 34 | 12 | 11 | 11 | 42 | 39 | +3  |
|  | 7.   | Pomigliano          | 47 | 34 | 13 | 8  | 13 | 41 | 41 | 0   |
|  | 8.   | Fortis Trani        | 46 | 34 | 10 | 16 | 8  | 34 | 33 | +1  |
|  | 9.   | Sangiuseppese       | 46 | 34 | 12 | 10 | 12 | 35 | 37 | -2  |
|  | 10.  | Manfredonia         | 45 | 34 | 9  | 18 | 7  | 48 | 39 | +9  |
|  | 11.  | Grottaglie          | 44 | 34 | 10 | 14 | 10 | 39 | 36 | +3  |
|  | 12.  | Angri               | 35 | 34 | 8  | 11 | 15 | 21 | 37 | -16 |
|  | 13.  | ASC Potenza (-15)   | 34 | 34 | 13 | 10 | 11 | 42 | 37 | +5  |
|  | 14.  | Potenza             | 34 | 34 | 5  | 19 | 10 | 29 | 38 | -9  |
|  | 15.  | Ariano              | 33 | 34 | 6  | 15 | 13 | 31 | 32 | -1  |
|  | 16.  | Ostuni              | 30 | 34 | 6  | 12 | 16 | 25 | 45 | -20 |
|  | 17.  | Pro Ebolitana (-15) | 29 | 34 | 12 | 8  | 14 | 26 | 34 | -8  |
|  | 18.  | Casarano            | 29 | 34 | 7  | 8  | 19 | 23 | 42 | -19 |

Legenda:
      Promossa in Serie C2 2003-2004.
 Qualificate ai play-off o play-out.
      Vince i play-off per il ripescaggio.
      Retrocessa in Eccellenza 2003-2004.
Regolamento:
Tre punti a vittoria, uno a pareggio, zero a sconfitta.
In caso di arrivo di due o più squadre a pari punti, la graduatoria verrà stilata secondo la classifica avulsa
In caso di pari punti per promozioni o retrocessioni si disputava uno spareggio.
Note:
Il Rutigliano è stato poi ripescato in Serie C2 2003-2004.
L'Ariano è stato poi ripescato in Serie D 2003-2004.
L'A.S.C. Potenza e la Pro Ebolitana hanno scontato 15 punti di penalizzazione.

### Spareggi

#### Play-off
|  | Pos. | Squadra     | Pt | G | V | N | P | GF | GS | DR |
|  | ---- | ----------- | -- | - | - | - | - | -- | -- | -- |
|  | 1.   | Rutigliano  | 4  | 2 | 1 | 1 | 0 | 2  | 1  | +1 |
|  | 2.   | Materasassi | 3  | 2 | 1 | 0 | 1 | 3  | 3  | 0  |
|  | 3.   | Manduria    | 1  | 2 | 0 | 1 | 1 | 3  | 4  | -1 |

|            | Risultati |            | Luogo e data      |
| ---------- | --------- | ---------- | ----------------- |
| Rutigliano | 1-0       | Matera     | ?, 24 maggio 2003 |
| Matera     | 3-2       | Manduria   | ?, 1º giugno 2003 |
| Manduria   | 1-1       | Rutigliano | ?, 8 giugno 2003  |
|            |           |            |                   |

#### Play-out
|                | Risultati |                | Luogo e data      |
| -------------- | --------- | -------------- | ----------------- |
| Ariano         | 1-0       | Potenza        | ?, 8 giugno 2003  |
| Potenza        | 1-0       | Ariano         | ?, 14 giugno 2003 |
|                |           |                |                   |
| A.S.C. Potenza | 2-2       | Ostuni         | ?, 8 giugno 2003  |
| Ostuni         | 0-2       | A.S.C. Potenza | ?, 15 giugno 2003 |
|                |           |                |                   |

## Girone I

### Classifica finale
|  | Pos. | Squadra               | Pt | G  | V  | N  | P  | GF | GS  | DR  |
|  | ---- | --------------------- | -- | -- | -- | -- | -- | -- | --- | --- |
|  | 1.   | Cavese                | 80 | 34 | 25 | 5  | 4  | 48 | 10  | +38 |
|  | 2.   | Vigor Lamezia         | 75 | 34 | 24 | 3  | 7  | 58 | 24  | +34 |
|  | 3.   | Siracusa              | 63 | 34 | 18 | 9  | 7  | 60 | 32  | +28 |
|  | 4.   | Vittoria              | 55 | 34 | 15 | 10 | 9  | 48 | 26  | +22 |
|  | 5.   | Milazzo (-1)          | 51 | 34 | 15 | 7  | 12 | 46 | 37  | +9  |
|  | 6.   | Savoia                | 51 | 34 | 13 | 12 | 9  | 31 | 25  | +6  |
|  | 7.   | Trapani               | 48 | 34 | 13 | 9  | 12 | 46 | 49  | -3  |
|  | 8.   | Rossanese             | 45 | 34 | 12 | 9  | 13 | 39 | 34  | +5  |
|  | 9.   | Comprensorio Stabia   | 45 | 34 | 11 | 12 | 11 | 42 | 43  | -1  |
|  | 10.  | Pro Favara            | 45 | 34 | 12 | 9  | 13 | 37 | 43  | -6  |
|  | 11.  | Corigliano Schiavonea | 44 | 34 | 12 | 8  | 14 | 43 | 43  | 0   |
|  | 12.  | Marsala               | 44 | 34 | 12 | 8  | 14 | 39 | 41  | -2  |
|  | 13.  | Nuova Vibonese        | 44 | 34 | 11 | 11 | 12 | 34 | 36  | -2  |
|  | 14.  | Castrovillari         | 41 | 34 | 11 | 8  | 15 | 35 | 35  | 0   |
|  | 15.  | Delianuova            | 38 | 34 | 10 | 8  | 16 | 42 | 45  | -3  |
|  | 16.  | Lentini               | 38 | 34 | 10 | 8  | 16 | 36 | 48  | -12 |
|  | 17.  | Orlandina             | 33 | 34 | 8  | 9  | 17 | 31 | 51  | -20 |
|  | 18.  | Belpasso              | 3  | 34 | 0  | 3  | 31 | 17 | 110 | -93 |

Legenda:
      Promossa in Serie C2 2003-2004.
 Qualificate ai play-off o play-out.
      Vince i play-off per il ripescaggio.
      Retrocessa in Eccellenza 2003-2004.
Regolamento:
Tre punti a vittoria, uno a pareggio, zero a sconfitta.
In caso di arrivo di due o più squadre a pari punti, la graduatoria verrà stilata secondo la classifica avulsa
In caso di pari punti per promozioni o retrocessioni si disputava uno spareggio.
Note:
Il Vittoria è stato poi ripescato in Serie C2 2003-2004.
Il Lentini è stato poi riammesso in Serie D 2003-2004.
Il Milazzo ha scontato 1 punto di penalizzazione.

### Spareggi

#### Play-off
|  | Pos. | Squadra       | Pt | G | V | N | P | GF | GS | DR |
|  | ---- | ------------- | -- | - | - | - | - | -- | -- | -- |
|  | 1.   | Vittoria      | 3  | 2 | 1 | 0 | 1 | 3  | 2  | +1 |
|  | 2.   | Siracusa      | 3  | 2 | 1 | 0 | 1 | 3  | 3  | 0  |
|  | 3.   | Vigor Lamezia | 3  | 2 | 1 | 0 | 1 | 2  | 3  | -1 |

|               | Risultati |               | Luogo e data      |
| ------------- | --------- | ------------- | ----------------- |
| Vittoria      | 2-0       | Vigor Lamezia | ?, 25 maggio 2003 |
| Vigor Lamezia | 2-1       | Siracusa      | ?, 1º giugno 2003 |
| Siracusa      | 2-1       | Vittoria      | ?, 8 giugno 2003  |
|               |           |               |                   |

#### Play-out
|                | Risultati |                | Luogo e data      |
| -------------- | --------- | -------------- | ----------------- |
| Lentini        | 2-0       | Nuova Vibonese | ?, 8 giugno 2003  |
| Nuova Vibonese | 3-1       | Lentini        | ?, 14 giugno 2003 |
|                |           |                |                   |
| Delianuova     | 1-0       | Castrovillari  | ?, 8 giugno 2003  |
| Castrovillari  | 1-0       | Delianuova     | ?, 15 giugno 2003 |
|                |           |                |                   |

## Poule scudetto
Lo Scudetto Dilettanti viene assegnato dopo un torneo fra le vincitrici dei 9 gironi. Vengono divise in 3 triangolari le cui vincitrici, più la migliore seconda, accedono alle semifinali, da disputarsi in turni di andata e ritorno e la finale unica in campo neutro.

### Turno preliminare

#### Triangolare 1
|  | Pos. | Squadra       | Pt | G | V | N | P | GF | GS | DR |
|  | ---- | ------------- | -- | - | - | - | - | -- | -- | -- |
|  | 1.   | Ivrea         | 6  | 2 | 2 | 0 | 0 | 5  | 1  | +4 |
|  | 2.   | Pizzighettone | 3  | 2 | 1 | 0 | 1 | 3  | 4  | -1 |
|  | 3.   | Belluno       | 0  | 2 | 0 | 0 | 2 | 1  | 4  | -3 |

Legenda:
      Promossa al turno successivo.
Regolamento:
Tre punti a vittoria, uno a pareggio, zero a sconfitta.
|               | Risultati |               | Luogo e data      |
| ------------- | --------- | ------------- | ----------------- |
| Belluno       | 0-2       | Ivrea         | ?, 25 maggio 2003 |
| Pizzighettone | 2-1       | Belluno       | ?, 28 maggio 2003 |
| Ivrea         | 3-1       | Pizzighettone | ?, 1º giugno 2003 |
|               |           |               |                   |

#### Triangolare 2
|  | Pos. | Squadra           | Pt | G | V | N | P | GF | GS | DR |
|  | ---- | ----------------- | -- | - | - | - | - | -- | -- | -- |
|  | 1.   | Ravenna           | 4  | 2 | 1 | 1 | 0 | 1  | 0  | +1 |
|  | 2.   | Cappiano Romaiano | 3  | 2 | 1 | 0 | 1 | 2  | 2  | 0  |
|  | 3.   | Rosetana          | 1  | 2 | 0 | 1 | 1 | 1  | 2  | -1 |

Legenda:
      Promossa al turno successivo.
Regolamento:
Tre punti a vittoria, uno a pareggio, zero a sconfitta.
|                   | Risultati |                   | Luogo e data              |
| ----------------- | --------- | ----------------- | ------------------------- |
| Cappiano Romaiano | 2-1       | Rosetana          | Fucecchio, 25 maggio 2003 |
| Rosetana          | 0-0       | Ravenna           | ?, 28 maggio 2003         |
| Ravenna           | 1-0       | Cappiano Romaiano | Ravenna, 1º giugno 2003   |
|                   |           |                   |                           |

#### Triangolare 3
|  | Pos. | Squadra | Pt | G | V | N | P | GF | GS | DR |
|  | ---- | ------- | -- | - | - | - | - | -- | -- | -- |
|  | 1.   | Cavese  | 6  | 2 | 2 | 0 | 0 | 4  | 1  | +3 |
|  | 2.   | Isernia | 3  | 2 | 1 | 0 | 1 | 3  | 3  | 0  |
|  | 3.   | Melfi   | 0  | 2 | 0 | 0 | 2 | 2  | 5  | -3 |

Legenda:
      Promossa al turno successivo.
Regolamento:
Tre punti a vittoria, uno a pareggio, zero a sconfitta.
|         | Risultati |         | Luogo e data      |
| ------- | --------- | ------- | ----------------- |
| Melfi   | 1-2       | Cavese  | ?, 25 maggio 2003 |
| Isernia | 3-1       | Melfi   | ?, 28 maggio 2003 |
| Cavese  | 2-0       | Isernia | ?, 1º giugno 2003 |
|         |           |         |                   |

### Semifinali
|         | Risultati |         | Luogo e data            |
| ------- | --------- | ------- | ----------------------- |
| Ivrea   | 0-2       | Cavese  | Pescara, 8 giugno 2003  |
| Cavese  | 0-1       | Ivrea   | Vicenza, 15 giugno 2003 |
|         |           |         |                         |
| Isernia | 1-0       | Ravenna | Avellino, 8 giugno 2003 |
| Ravenna | 3-2       | Isernia | Bologna, 15 giugno 2003 |
|         |           |         |                         |

### Finale
|        | Risultati     |         | Luogo e data                  |
| ------ | ------------- | ------- | ----------------------------- |
| Cavese | 0-0 (4-2 dtr) | Isernia | Civitavecchia, 21 giugno 2003 |
|        |               |         |                               |